# Antonella Mei-Pochtler
Antonella Mei-Pochtler (* 17. Mai 1958 in Rom) ist eine italienische Unternehmensberaterin. Sie leitete von 2018 bis 2019 und von 2020 bis Jänner 2023 die Stabstelle für Strategie, Analyse und Planung im österreichischen Bundeskanzleramt.

## Leben
Antonella Mei-Pochtler wuchs in Rom auf und besuchte die Deutsche Schule Rom (Scuola Germanica di Roma), wo sie 1976 ihren Abschluss machte. Während ihrer Schulzeit war sie Kapitänin der Handballmannschaft und wurde zur italienischen Jugendsportlerin des Jahres gewählt.  Nach ihrer Schulzeit studierte sie Betriebswirtschaft an der Ludwig-Maximilians-Universität München. Mei-Pochtler promovierte an der Universität La Sapienza und machte 1983 ihren MBA an der INSEAD in Fontainebleau, Frankreich. Nach ihren Studien startete sie im Jahr 1984 ihre Karriere im Münchner Büro der Boston Consulting Group (BCG). Sechs Jahre später wurde sie mit 31 Jahren zur Partnerin befördert. Im Jahr 1997 eröffnete sie das Wiener Büro der BCG und 1998 stieg sie zum Senior Partner und Managing Director auf. Zwischen 2007 und 2011 war sie Mitglied des weltweiten Führungsgremiums (Executive Committee) der BCG. Sie schrieb von 2004 bis 2007 Kolumnen für die österreichische Tageszeitung Der Standard. Die Kolumnen wurden im Jahr 2007 auch als Buch veröffentlicht.
Von September 2014 bis September 2017 war sie Aufsichtsratsvorsitzende der Wolford AG. Im Zuge der Regierungsbildung der Bundesregierung Kurz I nach der Nationalratswahl im Oktober 2017 verhandelte sie auf ÖVP-Seite in der Fachgruppe Wirtschaft und Entbürokratisierung. Im Jahr 2018 übernahm sie die Leitung der Stabstelle für Strategie, Analyse und Planung im österreichischen Bundeskanzleramt, für die sie ehrenamtlich tätig war. Im Juni 2019 wurde die Stabstelle von Bundeskanzlerin Brigitte Bierlein aufgelöst. Nach der Regierungsbildung zwischen der ÖVP und den Grünen wurde Mei-Pochtler im Januar 2020 wieder mit der Leitung der Stabstelle betraut. Seit 2020 ist Mei-Pochtler Mitglied des Aufsichtsrates der ProSiebenSat.1 Media.
Im Februar 2022 wurde die als Think Austria bekannte Stabstelle von Bundeskanzler Karl Nehammer wiederum aufgelöst. Mei-Pochtler soll weiterhin ehrenamtlich für das Bundeskanzleramt tätig sein.
Mei-Pochtler war Senior und Managing Directors bei the Boston Consulting Group. Sie eröffnete 1997 das Wiener Büro der BCG. Im Juli 2025 wurde durch FT bekannt, dass die Boston Consulting Group an der Planung einer möglichen Umsiedlung von hunderttausenden Palästinensern im Gazastreifen beteiligt war.[18]
Mei-Pochtler ist mit dem österreichischen Unternehmer Christian Pochtler der ISI Group verheiratet. Sie ist Mutter von drei Töchtern und lebt in Wien.

## Auszeichnungen
- Im Jahr 2008 zählte sie das amerikanische Consulting Magazine zu den Top 25 Beratern der Welt.[19]
- 2013 verlieh ihr das Fachmagazin den Lifetime Achievement Award.[20]

## Publikationen
- Acupuncture for Management: Neue Perspektiven für Strategie und Führung. New Perspectives on Strategy and Leadership. teNeues Verlag, Kempen 2006, ISBN 3-8327-9132-9.